# Моджеевская, Хелена
Хеле́на Моджее́вская (пол. Helena Modrzejewska, урождённая Ядвига Хелена Мизель пол. Jadwiga Helena Misel, по мужу Хлаповская пол. Chłapowska; 12 октября 1840, Вольный город Краков, ныне Польша — 8 апреля 1909, Ньюпорт-Бич, Калифорния, США) — польская актриса театра. Тётя Владислава Бенды.

## Биография
С 1861 года начала выступать в провинциальных театрах. В 1868 году на сцене варшавского театра «Розмаитости». В 1877—1909 годах на сцене театра в Сан-Франциско (с перерывом в 1903—1905 годах).
В 1990 году польские кинематографисты сняли сериал «Моджеевская», заглавную роль в котором сыграла Кристина Янда.

## Репертуар
- «Девичьи обеты» Фредро — Анеля
- «Ромео и Джульетта» Шекспира — Джульетта
- «Макбет» Шекспира — леди Макбет
- «Мария Стюарт» Шиллера — Мария Стюарт